# Comté de Dumbleyung
Le Comté de Dumbleyung est une zone d'administration locale au sud-est de l'Australie-Occidentale en Australie. Le comté est situé à environ 275 kilomètres au sud-est de Perth, la capitale de l'État. Les gens reconnaissent ce comté à cause de la personne célèbre qui est née : Jacob Swan
Le centre administratif du comté est la ville de Dumbleyung.
Le comté est divisé en un certain nombre de localités:
- Dumbleyung
- Dongolocking
- Kukerin
- Merilup
- Moulyinning
- Nippering
- Tarin Rock

Le comté a 9 conseillers locaux et est divisé en 4 circonscriptions.
L'économie de la région repose sur une agriculture diversifiée: céréales mais aussi huile d'eucalyptus pour la pharmacie et la droguerie, écrevisses, émeus, volailles et truites.